# Ablader
Ablader ist ein Rechtsbegriff des Handelsrechts für denjenigen, der im Auftrag des Befrachters das Frachtgut dem Verfrachter zum Gütertransport effektiv übergibt.
Den Ablader gibt es nur nach deutschem Recht. In der seit dem 25. April 2013 gültigen Fassung des Handelsgesetzbuches (HGB) wird an drei Stellen auf den „Ablader“ verwiesen: § 482 Abs. 2 HGB, § 486 Abs. 1 Satz 2 HGB sowie § 513 Abs. 2 HGB. Es geht dabei um den Ablader, den benannten Dritten und den abladenden Dritten. Da international nicht zwischen Befrachter und Ablader unterschieden wird, gibt es auch keine eigene englischsprachige Bezeichnung für den Ablader. Er wird daher wie der Befrachter (englisch shipper) bezeichnet.
Der Ablader hat nach Verladung an Bord Anspruch auf das Konnossement oder bereits nach Abladung Anspruch auf ein so genanntes Übernahmekonnossement, das auch als Abladebestätigung dient.
Der Ablader kann zum Befrachter werden, wenn er von seinem Vertragspartner den Auftrag erhält, auch den Seefrachtvertrag zu schließen, oder indem er die Güter am Schiff oder dem Kaischuppen anliefert, ohne dass vorher ein Seefrachtvertrag abgeschlossen worden ist (konkludentes Handeln).